# 음력 6월 20일
음력 6월 20일은 음력 6월의 20번째 날이다.

## 문화
- 1993년 - 대전엑스포 개막.
- 2004년 - 중화인민공화국 광저우 바이윈 국제공항 개항.
- 2010년 - 브라질 브라질리아에서 열린 제34차 세계유산위원회 회의에서 마셜 제도 비키니 환초 등의 문화유산과 함께 대한민국 하회마을과 양동마을이 유네스코 세계문화유산으로 등재되었다.

## 사망
- 1646년 - 조선 중기의 명장 임경업

## 같이 보기
- 음력 360일: 1월 2월 3월 4월 5월 6월 7월 8월 9월 10월 11월 12월
- 전날:6월 19일 다음날:6월 21일 - 전달:5월 20일 다음달:7월 20일
- 양력:6월 20일
- 음력, 윤달